# Jila Baniyaghoob
Jila Baniyaghoob (21 agosto 1970) è una giornalista iraniana, arrestata dalle autorità iraniane.

## Biografia
Caporedattrice del sito web Kanoon Zanan Irani ("Focus sulle Donne Iraniane"), aveva 11 anni quando scrisse e pubblicò un racconto sui bambini e la povertà sul quotidiano Kayhan.
Nel giugno 2006 viene incarcerata nella prigione di Evin a Teheran, dopo aver dato risalto a una protesta per i diritti delle donne.
Baniyaghoob è stata arrestata quattro volte (anche in compagnia di Bahman Ahmadi Amoyee), l'ultima durante le proteste post-elettorali del 2009. Non è chiaro il motivo per cui Baniyaghoob e il suo giornalista in economia, Bahman Ahmadi Amoyee, siano stati arrestati. Viene rilasciata il 19 agosto.
Le è stata inflitto inoltre il divieto di esercitare la professione di giornalista per 3 decenni.
Complessivamente ha scritto per 10 giornali riformisti, quasi tutti chiusi dal governo.
L'International Women’s Media Foundation ha premiato Baniyaghoob con il Courage in Journalism Award nel 2009.